# José Pérez Gazzolo
José Manuel Pérez Gazzolo (?, 1 de gener de 1892 - El Pardo, 6 de març de 1939) va ser un militar espanyol, coronel de l'Exèrcit Popular de la República, a favor de la qual va lluitar en la Guerra Civil. Va ser executat en els últims dies de la contesa, durant les lluites internes que van tenir lloc com a conseqüència del cop d'estat del militar insurrecte Segismundo Casado.

## Biografia
Nascut l'1 de gener de 1892 a San Fernando, Cadis, va ser militar de carrera. Pertanyia a l'arma d'infanteria.
El juliol del 1936, a l'esclat de la Guerra civil, ostentava el rang de comandant d'infanteria i es trobava destinat a l'Estat Major de l'Exèrcit. A l'agost va acompanyar a la columna de José Miaja Menant en el seu intent d'ocupar Còrdova. Possiblement continua la resta dels mesos de 1936 a l'Estat Major d'alguna de les columnes que actuen a Andalusia, ja que el 18 de desembre de 1936 és nomenat cap de l'Estat Major de l'Exèrcit del Sud, ja amb el rang de tinent coronel, el qual era manat pel general Fernando Martínez-Monje Restoy. Fins al maig de 1937 romandrà en aquest càrrec, excepte un petit interval després de la caiguda de Màlaga durant el qual és substituït pel coronel José Billón Esterlich. Durant la seva estada en aquesta unitat prepara al costat d'altres militars l'atac al Santuari de la Mare de Déu de la Cabeza (abril de 1937).
El 30 de maig de 1937, després del nomenament de Juan Negrín com a cap del govern republicà, Pérez Gazzolo és traslladat a l'Estat Major de l'Exèrcit del Centre, on és designat segon cap d'Estat Major. Al començament de març de 1939 un decret del govern republicà el va ascendir al rang de coronel.
Poc després va tenir lloc el cop de Casado, al qual Pérez Gazzolo va donar suport. El 6 de març va ser capturat al costat dels coronels Joaquín Otero Ferrer i Arnoldo Fernández Urbano en la posició «Jaca» per efectius de la 8a Divisió manada per Guillermo Ascanio i portat a El Pardo, on serien afusellats. Els seus cadàvers, tanmateix, no van ser trobats fins al dia 23. Com a represàlia per aquestes morts, el coronel Luis Barceló serà també afusellat després de la fi de la lluita entre partidaris de la Junta i comunistes.